# Эпитафия (группа)
«Эпитафия» — российская рок-группа, играющая в жанре метал, известна своими многочисленными экспериментами с различными музыкантами и вокалистами нашей страны, с 2000 года под руководством бас-гитариста и саунд-продюсера Ивана Михайлова (экс-басист группы «Чёрный Кофе», студийный звукорежиссёр групп «Кипелов», «Чёрный Кофе», «Мастер», «Артерия», трио «Круиз», «Лампасы» и др.) На протяжении всех лет коллектив регулярно выступает на многих клубных площадках столицы, а также на крупных Российских фестивалях: «Нашествие», «Мото-малоярославец», «КрымФест» и др. Наиболее известные песни: «Плачет душа», «Дорога в небо», «Заложники системы», «Боль», «Время».

## История группы

### Начало (1996—1999)
Группа создана в подмосковном городе Химки зимой 1996 г. В первый состав коллектива входят; бас-гитарист Иван Михайлов, гитарист Александр Фатеев, барабанщик Александр Панчковский, гитарист Александр Чувахин и вокалист Максим Печенкин. В этот период группа придерживается направления - русскоязычный Хеви-метал. В 1996—1999 гг. «Эпитафия» выступает в рок-клубах Москвы и Московской области, принимает участие в фестивале «День борьбы со СПИДом» в 1998 году, попадают в состав сборника «Трэш Твою Мать 4». В 1999 г. основатель группы Александр Фатеев покидает коллектив из-за приоритетов к другой музыки и передает все права на использование названия группы Ивану Михайлову. С этого момента, но уже под новым лидерством группа официально берет начало своего творческого пути.

### «Перевернутый мир» (2000—2005)
В 2000 г. в группу приходят клавишница Елена Сафир, вокалист и поэт Сергей Козлов. В репертуаре появляются также композиции на стихи поэтессы Натальи Муромской, сотрудничество с которой продолжается по сегодняшний день.
Весной 2001 г. песня «Смерть в бою», написанная на стихи Натальи Муромской, издается на сборнике «Контрудар-2». Место постоянного гитариста занимает известный московский музыкант Сергей Бокарев, (позже в группе «Легион» 2003—2005 гг.). Концертная деятельность активизируется — «Эпитафия» выступает на одной сцене вместе с легендарными группами «Мастер»,«Черный Кофе»,«E.S.T.»,«Черный Обелиск» и др.
В сентябре 2002 г. записывается первый демо миньон «Обряд», в который входят следующие композиции: «Жизнь словно сон»,«Одиночество»,«Вампир» и «Обряд». В концертной деятельности тоже происходят существенные изменения, группа начинает сотрудничать с организацией «Savage Metal».
22 Февраля 2003 г. в клубе «Авалон» коллектив представляет новую песню «Сияет свет», ориентированную на поклонников power metal. Весной «Эпитафия» впервые выступает на «Байк-фесте», трансляция которого позднее была показана по телевидению. 13 Мая в честь восьмилетия своей творческой деятельности группа дает большой концерт в Московском Дворце Культуры «Салют», закончившийся грандиозным фейерверком. В начале лета к музыкантам присоединяется барабанщик Дмитрий Завидов (позже в группах «Чёрный Кофе» и Сергея Маврина). В августе группа, не прекращая давать концерты, садится в студию для записи дебютного альбома.
Весь 2004 год идет плотная работа над альбомом, в которую были привлечены сессионные музыканты; Леонид Фомин (гитарист групп «Мастер»,«Харизма», экс-гитарист «Валькирия»), Сергей Бокарев (к тому времени покинувший «Эпитафию» и игравший в группе «Легион») и Артем Стыров (экс-вокалист группы «Маврин»). После записи 8-ми песен и недолгих переговоров Артем становится постоянным участником коллектива. Чуть позднее на альбом бонус-треком записывается композиция «Шабаш», сочиненная Стыровым. Весной «Эпитафия» организует серию фестивалей «Рок Россия», успешно прошедших в Москве и Подмосковье. В ноябре в группу приходит гитарист-универсал Евгений Семенов. 26 Декабря в городе Самара проходит большой концерт, посвящённый открытию Dancing Hall «Парад-аллея», на котором «Эпитафию» принимают «на ура».
В начале 2005 года выходит дебютный альбом «Перевернутый мир», выпущенный фирмой «Мастер-Консультант». Пластинка расходится тиражом более 5000 экземпляров. Первую половину года «Эпитафия» выступает в поддержку альбома. В конце апреля группа совместно с «Р-Клубом» и газетой «Химкинские Новости» организует фестиваль «Рок Прорыв». Осенью Иван Михайлов становится постоянным участником легендарной группы Дмитрия Варшавского «Чёрный Кофе». Творческая деятельность «Эпитафии» временно приостанавливается, концертный состав распускается.

### «Заложники системы» (2006—2008)
Иван Михайлов и Евгений Семенов постепенно начинают работу над новым концептуальным альбомом, музыка песен которого пишется на готовые стихи Натальи Муромской. Летом собирается новый состав. Возобновляется работа с двумя гитаристами, и в группу приходит гитарист Кирилл Ежеменский, который становится одним из авторов музыки - пишет музыку для песен "Депрессия", "Виртуальная реальность", "Наедине с вечностью", "Дорога в небо". Место Артема Стырова занимает молодой талантливый вокалист Антон Андрухович. За ударные садится Макс Олейник (экс-барабанщик «Иван Царевич», позже «Чёрный Обелиск»). 10 Сентября с концертного участия на Дне города Химки «Эпитафия» вновь начинает активно выступать. Концертная программа «Перевёрнутый мир» обновляется: клавишные остаются за бортом, переделываются гитарные партии, совершенствуются партии вокала и ритм-секции. Центральное место программы занимают новые песни: «Дуэль»,«Гнев Богов»,«Заложники системы»,«Депрессия» и «Дорога в небо». В конце 2007 года Иван Михайлов принимает решение расстаться с Евгением Семеновым из-за недостаточно хороших, по его мнению, исполнительских навыков, и в группу приходит гитарист Антон Миронкин.
В декабре 2008 года на лейбле CD-Maximum выходит 2-й студийный альбом «Заложники системы». Это концептуальный альбом, написанный совместно с поэтессой Натальей Муромской. Саунд-продюсером альбома выступает легендарный музыкант Алик Грановский, сольные партии для нескольких песен записал знаменитый гитарист Валерий Гаина, вокальную партию к песне «Дорога в небо» исполнил Дмитрий Варшавский. Презентация альбома состоялась в Московском клубе «Город», на этом концерте с группой играли: легендарный гитарист Валерий Гаина и виртуозный барабанщик Сергей Григорян («Цветы» 1986 −1990 гг.). После выхода альбома организуется большая серия концертов: фестиваль «Sun Energy Iron Fest» в Анапе, совместный концерт с группой «Сергей Маврин» и «Чёрный Кофе» в ДК «МАИ». Позднее группа постепенно меняет музыкальную стилистику на более современную и тяжелую по звучанию.

### Работа над альбомом «Крик» (2011—2018)
Совместно с поэтессой Натальей Муромской, начинается создание материала для нового альбома. 7 Апреля 2011 года выходит сингл «Стена из Песка» и одноимённый клип, где впервые появляются женский вокал в исполнении приглашенной певицы Оксаны Кочубей (Plumbum Dreams — Led Zeppelin Tribute Band) и гитарист-виртуоз Alex Volt (группы; «Amalgama»,«OffRoad»,«Мистер Ля-Чин» и др.)
6 Августа 2015 года по рекомендации вокалиста Яна Чумакова (группа «OffRoad») на прослушивание приходит барабанщик Александр Васьковский, работавший сессионно в коллективах «Stainless Blues Band» под управлением Бориса Булкина (экс-гитарист «Лига блюза»),«Cobalt Station» и многих других различных групп Москвы, после чего сразу же присоединяется к музыкантам.
21 Июля 2016 года состоялся интернет — релиз мини-альбома «Оставь всё как есть», включающий в себя три композиции; заглавную песню с одноимённым названием, ремейк на композицию «Виртуальная реальность» (англоязычная версия), партии барабанов так же исполнил новый участник группы Александр Васьковский. 3-м треком на EP стал ремейк песни «Коррида», в записи которой приняли участие приглашенные музыканты; легендарный вокалист Артур Беркут, гитаристы — виртуозы Вячеслав Молчанов и Сергей Маврин. Запись сделана на M.I.M Sound Studio. Звукорежиссёр записи и сведения Иван Михайлов. Саунд-продюсирование; Иван Михайлов и Алик Грановский. Мастеринг — Maor Appelbaum (USA, Сalifornia). Сингл так же получил положительные отзывы и рецензии музыкальных обозревателей и поклонников творчества группы.
…то, что материал сверхпрофессионально и изобретательно спродюсирован, говорить лишний раз не нужно — однако он и аранжирован нисколько не хуже. Перед нами тот редкий в отечественной рок-реальности CD-сингл, который прекрасно демонстрирует новое лицо группы и, таким образом, готовит слушателя к полноразмерному альбому. И ещё: данный релиз прямо указывает, кто должен, извините за командный тон, продюсировать русскоязычные хэви-альбомы традиционного для стиля звучания не без нужной доли модности и «актуальности». Этого человека зовут Иван Михайлов…
Всеволод Баронин — российский журналист и музыкальный обозреватель, радиоведущий. Dec. 25th, 2016 at 9:01 PM, LiveJournal.com
25 Ноября того же года в новом Столичном клубе «Live Stars» состоялась презентация сингла «Оставь всё как есть» c пресс-конференцией, в которой приняли участие многие музыканты, раннее работавшие с группой и специальные гости; вокалист Артур Беркут и гитарист Вячеслав Молчанов.
7 Августа 2017 года музыканты представляют в сети Lyric video на песню «Время», в записи которой участвовали: Артур Беркут — вокал, бэк вокал, Иван Михайлов — бас гитара, Вячеслав Молчанов  — гитары, Александр Васьковский — барабаны, перкуссия, Зоя Костылева — клавишные, скрипки. Стихи — Наталья Муромская. Запись сделана на M.I.M Sound Studio и студии звукозаписи киноконцерна «Мосфильм» (Москва). Звукорежиссёр записи и сведения Иван Михайлов. Саунд-продюсирование; Иван Михайлов и Александр Васьковский. Мастеринг сделан в Лондоне на студии Эбби-Роуд. Звукорежиссёр мастеринга Geoff Pesche. Монтаж видео Виталий Шакуров компания ART3D.
Осенью 2018 года после неудачной попытки Ивана Михайлова присвоить себе авторство музыки, написанной Кириллом Ежеменским для нескольких песен, Кирилл покидает группу. Группа вынуждена переписать музыку в спорных песнях на альбом "Крик" за 2 месяца. Также релиз альбома был отложен.

## Состав группы

### Текущий состав
Иван Михайлов — вокал,
Александр Васьковский — ударные,
Федор Дубов - бас-гитара,
Борис Коротаев — гитара

## Рецензии
- 2016 — Сингл «Оставь всё как есть»[1]
- 2018 — Сингл «Жестокие игры»[2]
- 2018 — Крик[3][4]